# Plaque d'immatriculation turque

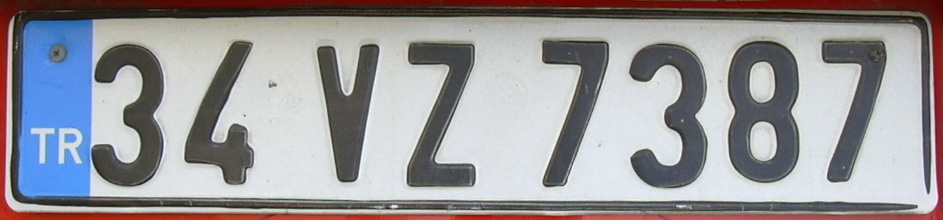
Plaque d'immatriculation turque

Les plaques d'immatriculation turques sont de la forme :
- "99 A 9999", "99 A 99999" ou
- "99 AA 999", "99 AA 9999" ou
- "99 AAA 99", "99 AAA 999"

La première partie de la plaque (de 01 à 81) correspond à la province. La deuxième est composée de une à trois lettres. Enfin, la dernière est composée de deux à quatre chiffres selon le nombre de lettres dans la deuxième partie, le tout ne pouvant pas excéder six caractères.

## Modèles de plaques
- 99 A 9999, 99 A 99999, 99 AA 999, 99 AA 9999, 99 AAA 99, 99 AAA 999 (AGO LA DIT NON WI) : Plaque de base

| TR | 34 PLT 34 |

- 99 A 9999 (rouge sur fond blanc) : Recteur d'université

| TR | 32 A 0446 |

- 99 A 99999, 99 AA 999 ou 99 AAA 999 (blanc sur fond bleu): Police

| TR | 37 AA 954 |

- 99 B 9999 (bleu sur fond blanc): Membres d'organisations internationales

| TR | 34 B 0426 |

- 99 CA 999 à 99 CZ 999: (vert sur fond blanc): Corps diplomatique

| TR | 67 CE 811 |

- 99 CA 999 à 99 CZ 999: (blanc sur fond vert) : Consulats

| TR | 27 CE 811 |

- 99 G 9999 (noir sur fond jaune): Plaque temporaire valable un mois

| TR | 44 G 1485 |

- 99 GMR 999 (rouge sur fond vert): Plaque temporaire

| TR | 48 GMR 032 |

- 99 MA 999 à 99 MZ 999 (noir sur fond blanc) : Étrangers avec un permis de résident temporaire

| TR | 37 MA 365 |

- 34 TXX 99 (noir sur fond blanc) : Taxis d'İstanbul

| TR | 34 TSL 83 |

- 99 T 9999 (noir sur fond blanc) : Taxis (excepté İstanbul)

| TR | 58 T 0056 |

## Plaques spéciales
Le président de la république, les membres du parlement et les militaires ont un système de numérotation spécial.
- Président de la république :

CB 001 (or sur fond rouge)

CB sigle signifiant Cumhurbaşkanı (président de la république)
| CB 001 |

- Vice-président, membres du gouvernement, secrétaires des ministères :

9999 (or sur fond rouge)
| 0019 |

- Membres du parlement :

TBMM 999 (or sur fond rouge)
 
TBMM sigle signifiant Türkiye Büyük Millet Meclisi
| TBMM 037 |

- Gouverneurs de provinces :

99 9999 (or sur fond rouge), les deux premiers chiffres correspondent à la province
| 34 0024 |

- Militaires :

999 999 (noir sur fond blanc).
| 175 822 |

## Provinces
Ci-dessous la liste des codes correspondant à chaque province, et composant les deux premiers chiffres des plaques d'immatriculation.
| Numéro | Province       | Numéro | Province      | Numéro | Province  |
| ------ | -------------- | ------ | ------------- | ------ | --------- |
| 01     | Adana          | 28     | Giresun       | 55     | Samsun    |
| 02     | Adıyaman       | 29     | Gümüşhane     | 56     | Siirt     |
| 03     | Afyonkarahisar | 30     | Hakkari       | 57     | Sinop     |
| 04     | Ağrı           | 31     | Hatay         | 58     | Sivas     |
| 05     | Amasya         | 32     | Isparta       | 59     | Tekirdağ  |
| 06     | Ankara         | 33     | Mersin        | 60     | Tokat     |
| 07     | Antalya        | 34     | İstanbul      | 61     | Trabzon   |
| 08     | Artvin         | 35     | İzmir         | 62     | Tunceli   |
| 09     | Aydın          | 36     | Kars          | 63     | Şanlıurfa |
| 10     | Balıkesir      | 37     | Kastamonu     | 64     | Uşak      |
| 11     | Bilecik        | 38     | Kayseri       | 65     | Van       |
| 12     | Bingöl         | 39     | Kırklareli    | 66     | Yozgat    |
| 13     | Bitlis         | 40     | Kırşehir      | 67     | Zonguldak |
| 14     | Bolu           | 41     | Kocaeli       | 68     | Aksaray   |
| 15     | Burdur         | 42     | Konya         | 69     | Bayburt   |
| 16     | Bursa          | 43     | Kütahya       | 70     | Karaman   |
| 17     | Çanakkale      | 44     | Malatya       | 71     | Kırıkkale |
| 18     | Çankırı        | 45     | Manisa        | 72     | Batman    |
| 19     | Çorum          | 46     | Kahramanmaraş | 73     | Şırnak    |
| 20     | Denizli        | 47     | Mardin        | 74     | Bartın    |
| 21     | Diyarbakır     | 48     | Muğla         | 75     | Ardahan   |
| 22     | Edirne         | 49     | Muş           | 76     | Iğdır     |
| 23     | Elâzığ         | 50     | Nevşehir      | 77     | Yalova    |
| 24     | Erzincan       | 51     | Niğde         | 78     | Karabük   |
| 25     | Erzurum        | 52     | Ordu          | 79     | Kilis     |
| 26     | Eskişehir      | 53     | Rize          | 80     | Osmaniye  |
| 27     | Gaziantep      | 54     | Sakarya       | 81     | Düzce     |